# Barna Kabay
Barna Kabay est un réalisateur hongrois né le 15 août 1948 à Budapest.

## Biographie
Barna Kabay suit les cours de l'Université polytechnique et économique de Budapest, puis à l'École supérieure d'art dramatique et cinématographique (Színház- és Filmművészeti Főiskola) de Budapest, dont il sort diplômé en 1973.

## Filmographie
- 1975 : Legenda a nyúlpaprikásról
- 1978 : Havasi selyemfiú
- 1978 : Két elhatározás
- 1980 : Töredék az életröl
- 1981 : Pusztai emberek
- 1983 : La Révolte de Job (Jób lázadása)
- 1984 : Yerma
- 1985 : Add tudtára fiaidnak
- 1987 : Boat People
- 1988 : Cirkusz a holdon
- 1992 : Fünfzig Jahre Schweigen: Deutsche in der UDSSR
- 1993 : Holtak szabadsága
- 1994 : Halál sekély vízben
- 1995 : Európa messze van
- 1997 : In memoriam Gyöngyössy Imre
- 1999 : Hippolyt
- 2000 : Meseautó
- 2009 : Szuperbojz